# Metanephrops neptunus
Metanephrops neptunus is een kreeftensoort uit de familie van de Nephropidae. De wetenschappelijke naam van de soort is voor het eerst geldig gepubliceerd in 1965 door Bruce.